# أركين محمود
أركين محمود هو لاجئ أويغوري اُعتقل سبع سنوات ونصف من قِبل الولايات المتحدة في معتقل غوانتانامو في كوبا. ولد في 1 يوليو 1964 في غولجا في الصين. سافر أركين إلى أفغانستان للبحث عن شقيقه الأصغر، وهناك تم اعتقاله وأصبح واحدًا من اثنين وعشرين معتقلًا من الأويغور. وبحلول صيف عام 2009 تدهورت صحته بشدة، وفي عام 2005 تعرض للحبس الانفرادي في غوانتانامو. وفي عام 2008 أعلن القاضي ريكاردو أوربينا أن احتجازه غير مشروع، وأمر بإطلاق سراحه. ثم تم نقله إلى سويسرا في 23 مارس 2010.